# Kuolema Tekee Taiteilijan
"Kuolema tekee taiteilijan" var den tredje singeln som släpptes från albumet Once av power metal-bandet Nightwish den 24 november 2004. Detta tillsammans med platinumversionen av Once. "Kuolema tekee taiteilijan" är finska och betyder "Döden gör en konstnär". Singeln släpptes inte utanför Japan och Finland.